# Stefan Pichler

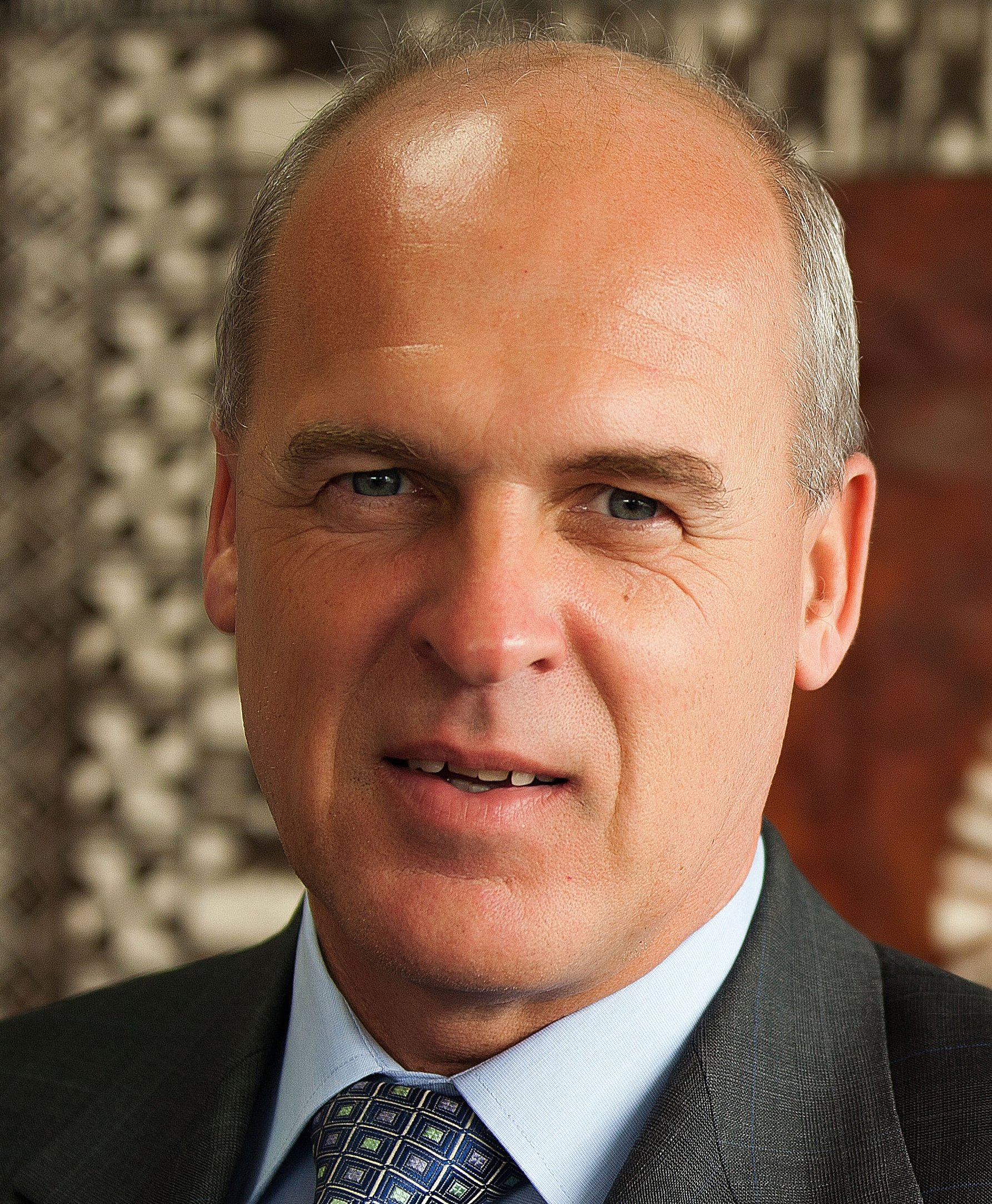
Stefan Pichler (2013)

Stefan Pichler (* 7. November 1957 in München ) ist ein deutscher Luftfahrt- und Touristikmanager. Er war unter anderem Vertriebsvorstand bei der Deutschen Lufthansa AG, und von Februar 2015 bis Januar 2017 Vorstandschef von Air Berlin.
Den Großteil seiner beruflichen Laufbahn verbrachte Pichler außerhalb Deutschlands, in Funktionen als Vorstandsvorsitzender von Thomas Cook, Fiji Airways, Jazeera Airways und Royal Jordanian sowie als stellvertretender Vorstandsvorsitzender von Virgin Blue. Im September 2020 trat Stefan Pichler als Vorstandsvorsitzender von Royal Jordanian zurück, um sich zur Ruhe zu setzen.

## Leben
Pichlers Mutter war Lehrerin, sein Vater arbeitete beim Patentamt. Nach dem Abitur startete seine Karriere als Profi-Langstreckenläufer und er wurde Mitglied der Nationalmannschaft. Über die 25-km Distanz gehörte er zu den fünf Besten der Welt. 1980 qualifizierte sich Pichler für die Olympischen Spiele in Moskau, die schließlich von der Bundesrepublik Deutschland boykottiert wurden.
1983 begann er seine Berufskarriere als Leiter der Sport-Promotions von Nike in Beaverton, Oregon. Pichler kündigte seinen Job und studierte Jura und Wirtschaftswissenschaft in Augsburg.
1989 ging Pichler zur Lufthansa und arbeitete dort zunächst als Marketing- und Vertriebsmanager für Frankreich. Im Jahr 1991 wurde er zum Direktor für Frankreich berufen. 1995 wurde er Direktor für das Lufthansa-Kerngeschäft in Deutschland und 1997 weltweiter Marketing- und Vertriebsvorstand. Ab März 2001 war Pichler Vorstandsvorsitzender der Thomas Cook AG. Im November 2003 trat Pichler auf Drängen der beiden Gesellschafter Lufthansa und KarstadtQuelle von seinen Ämtern zurück.
Zwischen 2004 und 2009 arbeitete Pichler als Chief Commercial Officer für Richard Bransons Virgin Group in Australien. Er war für die Transformation von Virgin Blue zu einer Netzwerk-Airline verantwortlich. Pichler gründete als Aufsichtsratsvorsitzender 2008 auch V Australia, den neuen australischen Langstreckencarrier der Virgin Group.
Pichler war Vorstandsvorsitzender von Jazeera Airways, einer börsennotierten Fluggesellschaft in Kuwait von September 2009 bis August 2013. Er änderte das Geschäftsmodell der Fluggesellschaft von einer Billigfluggesellschaft zu einer Linienfluggesellschaft. Im September 2013 wurde Pichler Vorstandsvorsitzender und Mitglied des Aufsichtsrates von Fiji Airways, dort wurde unter seiner Leitung 2013 ein Fünfjahresplan ausgearbeitet, um die Fluggesellschaft in die Gewinnzone zurückzubringen. Das Ziel wurde 2015 mit einer Dividendenzahlung in der Höhe von 2,5 Millionen Fidschi-Dollar erreicht.
Im November 2014 wurde Pichler zum Vorstandsvorsitzenden von Air Berlin mit Wirkung zum Februar 2015 berufen. Mit der Unterstützung von Etihad Airways entwickelte er ein strategisches Sanierungskonzept, welches vorsah, die Gesellschaft in drei unterschiedliche Geschäftsfelder aufzuspalten. Die erste Einheit fungierte als Wetlease-Partner, um 40 Flugzeuge an die Deutsche Lufthansa AG zu verleasen. Die zweite Einheit, das touristische Geschäft unter Einbezug der österreichischen Tochtergesellschaft Niki, wurde an Etihad Airways verkauft, um dieses in ein Joint Venture mit der TUI AG einzubringen. Und der Rest, die sogenannte „neue Airberlin“, sollte zum Netzwerkcarrier mit Drehkreuzen in Düsseldorf und Berlin umgebaut werden.
Anfang 2017 bis September 2020 übernahm Pichler die Leitung von Royal Jordanian.